# Scott Sadowsky
Scott Sadowsky – językoznawca, specjalista w dziedzinie socjolingwistyki. Zajmuje się fonetyką, kontaktami językowymi i lingwistyką korpusową.
Jego działalność naukowa koncentruje się na chilijskiej odmianie języka hiszpańskiego. Prowadzi również badania z zakresu języka mapudungun. Pisze artykuły popularnonaukowe do bloga „Tercera cultura”.
Piastuje stanowisko adiunkta na Katolickim Uniwersytecie Chile w Santiago. Jest także pracownikiem naukowym Instytutu Nauki o Historii Ludzkiej im. Maxa Plancka w Niemczech.

## Wybrana twórczość
- El normativismo y el poder, wyd. 2, 2009. Brak numerów stron w książce
- Sociophonetic variation in Chilean Spanish consonants, 2015
- Internal Migration and Ethnicity in Santiago, 2019